# Copa del Generalísimo Femenina 1951
El Copa del Generalísimo Femenina 1951 corresponde a la 5ª edición de dicho torneo. Se celebró el 10 de junio de 1951 en Frontón Fiesta Alegre de Madrid.
En esta quinta edición es la primera vez en la que se puede documentar que se jugó una ronda de cuartos de final previa a las semifinales. Como también aparece reflejado, además de un nuevo título para la SF Madrid, se jugó la primera final de consolación de la que se ha encontrado rastro periodístico.

## Fase final
|  | Final                      |                            |    |  |
|  | 10 de junio                |                            |    |  |
|  |                            |                            |    |  |
|  | Sección Femenina de Madrid | Sección Femenina de Madrid | 33 |  |
|  | Sección Femenina de Madrid | Sección Femenina de Madrid | 33 |  |
|  | Grupo García Vives         | Grupo García Vives         | 15 |  |
|  | Grupo García Vives         | Grupo García Vives         | 15 |  |

|  | Tercer lugar                      |                                   |    |  |
|  |                                   |                                   |    |  |
|  | Zaragoza CF                       | Zaragoza CF                       | 20 |  |
|  | Zaragoza CF                       | Zaragoza CF                       | 20 |  |
|  | Sección Femenina de San Sebastián | Sección Femenina de San Sebastián | 8  |  |
|  | Sección Femenina de San Sebastián | Sección Femenina de San Sebastián | 8  |  |

### Final
| 10 de junio de 1951 | Sección Femenina de Madrid | 33–15   | Grupo García Vives |                                         |  |
|                     |                            |         |                    |                                         |  |
|                     |                            | Reporte |                    | Pabellón: Frontón Fiesta Alegre, Madrid |  |

| Ganadoras de la Copa del Generalísimo Femenina 1951 |
| --------------------------------------------------- |
| Sección Femenina de Madrid 4º título                |